# Goedendag

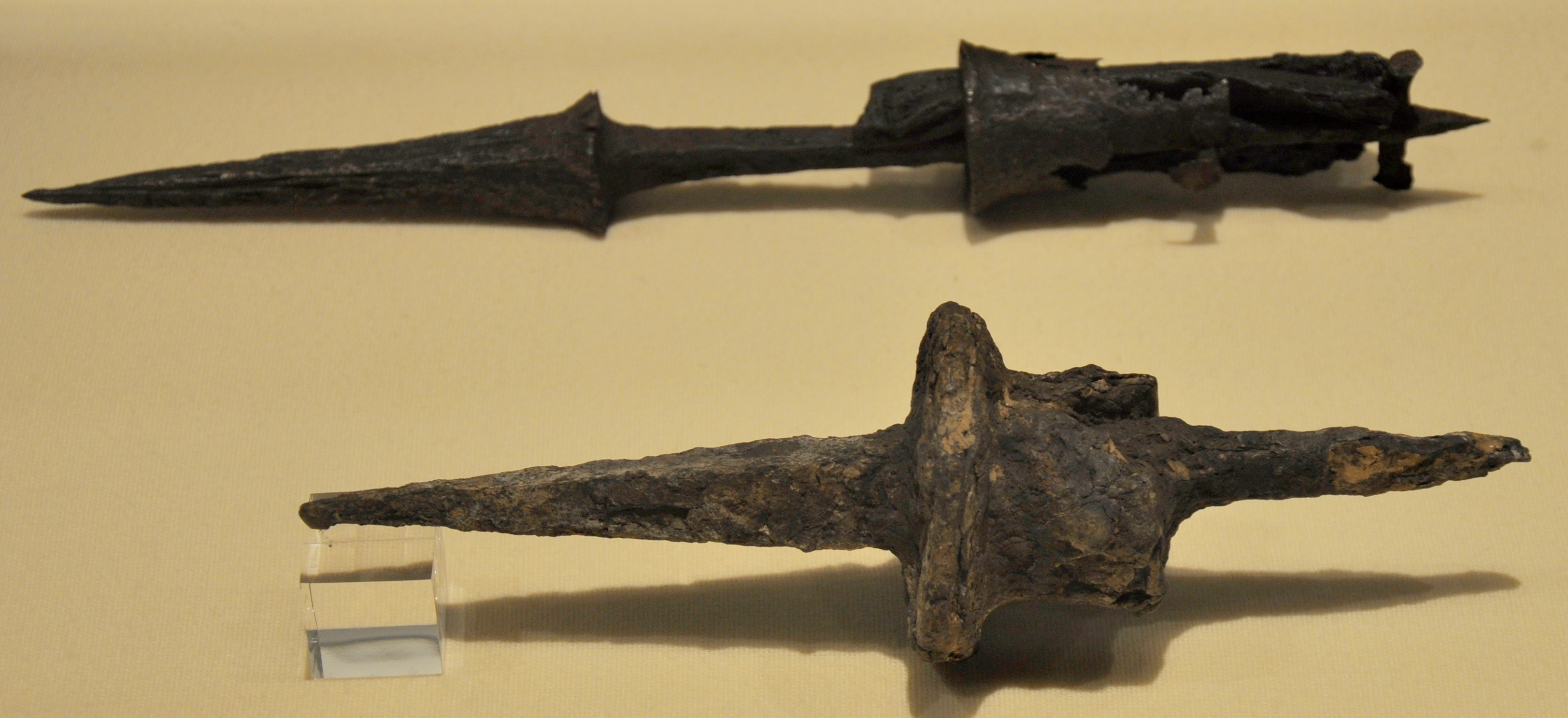
Restos de goedendags en el Museo de Cortrique, Bélgica.

El goedendag (buenos días en neerlandés) es un garrote grande, pesado y tosco armado con una afilada punta de hierro asida a él por un pesado refuerzo metálico. Otro modelo es un bastón largo terminado en un trozo de madera con espinas de acero en secuencia.

## Orígenes
Esta es un arma con cierta controversia sobre "qué era un goedendag", dadas las diferentes versiones de los cronistas de las batallas entre Francia y Flandes de principios del siglo XIV.
Según los holandeses, el goedendag fue un arma "improvisada" desarrollada para la leva flamenca que surgió cerca del siglo XIII en respuesta a la falta de equipamiento militar "serio" de las tropas de infantería del ejército de Flandes que luchó contra la ocupación por parte de Francia y en favor de su posterior independencia. Según esta fuente, un goedendag no era más que un garrote pesado con púa afilada y larga cual lanza, cuya cabeza de armas (moharra) de hierro macizo se introducía bastantes centímetros en la madera del garrote para ganar mayor peso a la hora de golpear.
Según algunos cronistas franceses, los goedendag "causaban heridas de tajo", por lo que durante mucho tiempo se creyó que eran versiones primitivas de las alabardas. Y aunque el tipo de heridas pudo ser así, lo que probablemente sucedió fue que se emplearon "a la vez" goedendags y armas enastadas de la familia de las alabardas.

## El Goedendag en la historia

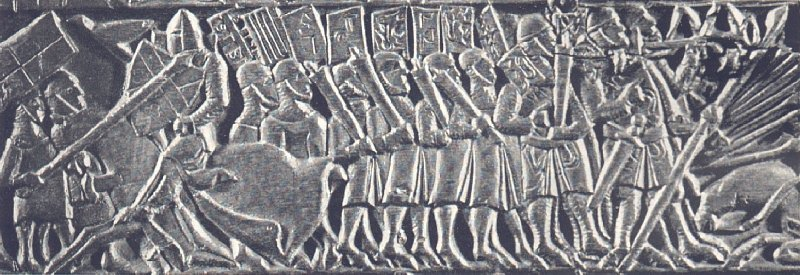
Goedendag en el cofre de Kortrijk: soldados flamencos en la batalla de Courtrai (también conocida como la "Batalla de las Espuelas Doradas"). Las tropas en el centro de la columna tienen el goedendag o plançon, un garrote pesado con una punta perforante en la parte superior. Los piqueros están en cada extremo, el piquero de la izquierda deteniendo a un caballero francés que ataca con su larga lanza geldon. Los más célebres portadores de plançon son la gran mayoría en esta imagen, pero en formaciones reales habrían predominado los piqueros armados con el geldon.

Esta arma pasó a los anales de la historia por la deshonrosa derrota que infligió a los flamantes caballeros de Francia en la Batalla de Courtrai de 1302. En esa batalla por la defensa de Flandes, se enfrentaron a una de las mejores caballerías pesadas de todo el Medioevo contra una más reducida tropa flamenca compuesta sobre todo de infantes reclutados y sin casi panoplia. Esta infantería portaba solamente como arma principal estos "sobrevalorados" goedendags y una orden de Guido de Dampierre, conde de Flandes: "...no hacer ningún prisionero por pedir rescate, mas degollarlos a todos..." Así fue como con esta encomienda y los goedendags, los flamencos consiguieron derrotar a una hueste de caballeros profesionales en una cruenta batalla que se denominaría más tarde como "La batalla de las espuelas de oro". Considerándose una de las primeras batallas ganadas por la infantería a un contingente de caballería infinitamente superior en toda la Baja Edad Media; sin embargo, esta jornada puede encuadrarse junto a otros enfrentamientos como la Batalla de Bannockburn (1314), la Batalla de Morgarten (1315), la Batalla de Crécy (1346), la Batalla de Poitiers (1356) o la Batalla de Nájera (1367) en lo que algunos autores como Mcglyn o Arias Guillén han catalogado como una especie de "revolución de la infantería" acaecida en los tiempos bajomedievales, y que conllevaría consigo varias victorias sobre la caballería (como los ejemplos antes mencionados); no obstante, en opinión de Carlos J. Rodríguez Casillas, la caballería siguió conservando un papel protagonista en los campos de batalla, algo que por otra parte, resulta indudable hasta finales del siglo XV y la entrada en la modernidad.
Como en otras ocasiones (véase la derrota francesa en Azincourt), la "ineptitud" o desorden de los mandos y nobles franceses fueron en buena medida los causantes de la derrota de un ejército -el suyo- infinitamente superior al de su enemigo (los caballeros europeos del momento solían mostrar, en ocasiones, una gran indisciplina al dejarse llevar por el individualismo y la búsqueda de honor personal, algo a lo que la arquetípica nobleza francesa era especialmente proclive, unido a un indudable ejercicio de subestimación y arrogancia en el caso de lo acontecido en Courtrai). Por ello, y aunque esta batalla sirvió para iniciar el "mito" de los goedendags, posteriores batallas sirvieron para darle la revancha a los franceses, y sobre todo demostrar que la efectividad de esa tropa flamenca armada con estas armas fue más que dudosa, pues les siguieron derrotas tras las primeras victorias de la causa flamenca contra Felipe IV.